# Santa Catalina (Bolívar)

Localização do município de Santa Catalina no departamento de Bolívar

Santa Catalina é um município do departamento de Bolívar, na Colômbia.